# 贵州橐吾
贵州橐吾（学名：Ligularia leveillei）为菊科橐吾属的植物，为中国的特有植物。分布于中国大陆的贵州等地，生长于海拔2,030米的地区，多生长在草地或荒地，目前尚未由人工引种栽培。